# Atérienkulturen
Atérienkulturen (även ateriankulturen) är en mellanpaleolitisk stenålderskultur från området runt Atlasbergen och norra Sahara. Kulturen är döpt efter Bir el Ater.

## Utbredning i tid och rum
Kulturen har en utbredning i Nordafrika, från Mauretanien till Egypten, men också möjligen i Oman och Tharöknen. De tidigaste Aterianplatserna dateras till för cirka 150 000 år sedan, vid Ifri n'Ammar i Marocko. De flesta av de tidiga datumen ansamlas i början av den sista mellanistiden, för cirka 150 000 till 130 000 år sedan, när miljön i Nordafrika började förbättras. Kulturen försvann för cirka 20 000 år sedan. Kulturen uppkallades efter typplatsen Bir el Ater, söder om Tébessa
Kulturen uppbars förmodligen av den moderna människan (Homo sapiens), om än i en tidig form, vilket visas av skelettfynd från Marocko.

## Fyndmaterial
Aterienkulturen främsta kännetecken var användningen av verktyg med tånge (för att skafta verktygen). Bifaciala bladformade pilspetsar och tångepilspetsar är vanliga artefakttyper, liksom racloir, en särskild typ av skrapa (uppkallad efter det franska ordet för skrapa), och avslag i Levalloisteknik. Smycken i form av rödfärgade snäckskal (Nassarius-skalpärlor) daterade till cirka 82 000 års ålder, har påträffats på en arkeologisk lokal från perioden.
Aterienkulturen är ett av de äldsta exemplen på teknisk specialisering. Kulturen uppvisar betydande differentiering i jämförelse med äldre stenverktygsindustrier i området. De beskrevs ofta  som Mousterien vilket var olämpligt då neandertalare inte fanns i området i Nordafrioka.

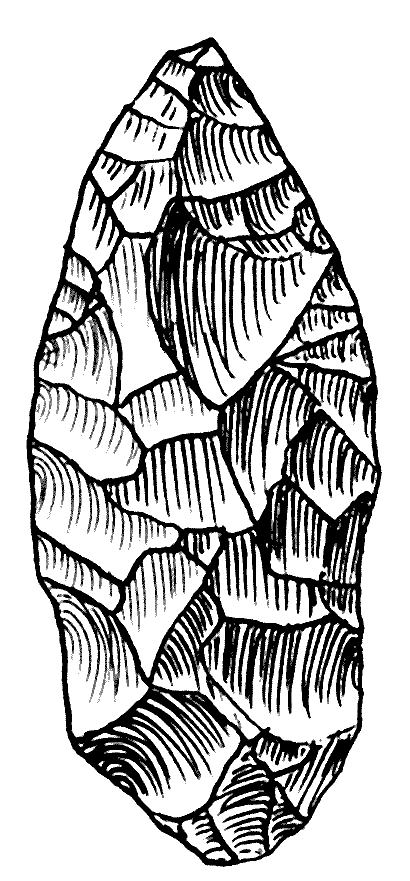
Bladformad pilspets.
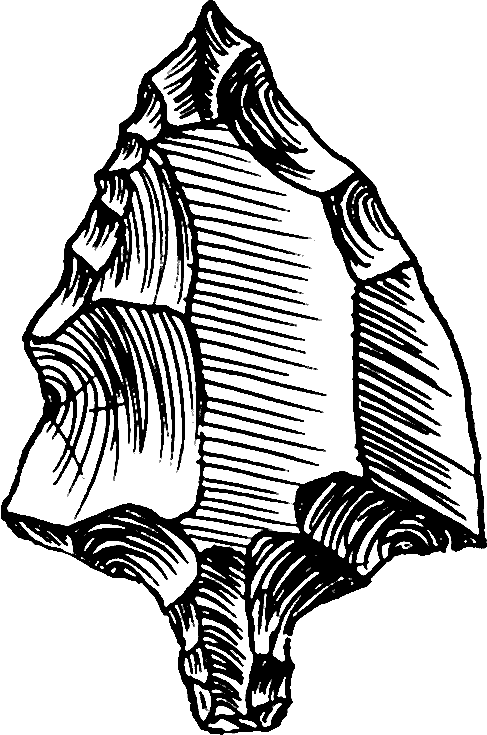
Tångepilspets.
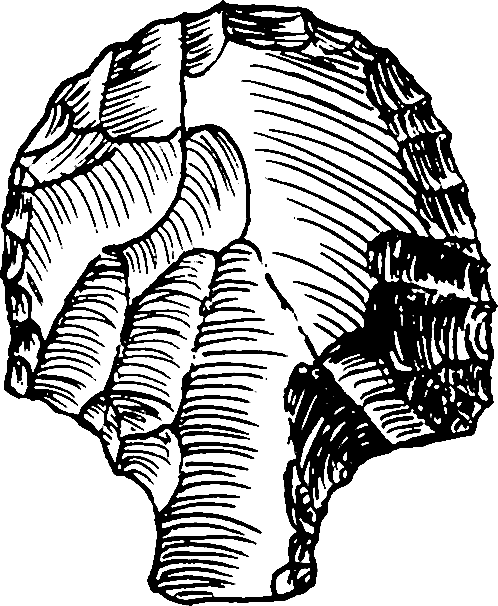
Skrapa.

## Ursprung
Fleming et al. (2013) anförde "Men Scerri (2012) ansåg också att de (atrianska) folken i slutändan var av ett ursprung söder om Sahara, eller som vi har föreslagit, att de spreds från Etiopien via Sahel och Tchadsjön och det interglaciala Saharas våta fläckar.

## Beskrivning
Aterienkulturens tekniska karaktär har diskuterats i nästan ett sekel, men kulturen har tills nyligen inte fått en klar definition. Problemen att definierar industrin har varit relaterat till dess forskningshistoria. Faktum år att ett antal likheter finns mellan Aterienkulturen och andra nordafrikanska kulturer av samma ålder. Levalloisteknik är utbredd över hela Nordafrika under hela mellanpaleolitikum, och skrapor och tandade redskap finns överallt. Bifacialt bearbetade bladliknande spetsar representerar en enorm stort taxonomisk kategori och formen och dimensionen av sådana bladspetsar som förknippas med  verktyg med  är extremt olika. Det finns också betydande olikheter av tångeverktyg i sig, med olika former som representerar olika verktyg t.ex. knivar, skrapor, spetsar men också olikheter i graden av bearbetning av verktyg.
Nyare stora studier av nordafrikanska stenverktyg inklusive ateriska uppsättningar visade att det traditionella konceptet med olika industrier i tillverkningen av stenverktyg är svårt att tillämpa på nordafrikanska mellanpaleolitikum. Termen Aterien definierar sammansättningar från Nordafrika med tångeverktyg, men begreppet Aterienkultur döljer samtidigt andra likheter mellan verktyg med tånge och andra icke-ateriska nordafrikanska kulturer av samma datum. Till exempel finns bifaciala bladspetsar över hela Nordafrika även i samlingar som saknar tångeverktyg och Levalloisteknik var nästan allestädes närvarande. Istället för olika industrier, tyder jämförande studier på att i Nordafrika under den senaste interglacialen fanns ett omfattande nätverk av besläktade teknologier. Likheter och skillnader samvarierar med geografiska avstånd och den dåtid hydrologin i ett grönare Sahara.  Sammansättningar av verktyg med tånge kan därför avspegla särskilda aktiviteter som kräver användningen av sådana verktyg. De behöver inte återspegla en annorlunda arkeologisk kultur från andra i Nordafrika. Om detta resultat är riktigt är det betydelsefullt eftersom det visar att nuvarande arkeologiska nomenklaturer inte återspeglar den verkliga variationen i det arkeologiska materialet i Nordafrika under den sista mellanistidtiden. Materialet visar hur tidiga moderna människor spreds i tidigare obeboeliga miljöer då de fick mera regn. Termen aterienkultur betecknar fortfarande  förekomsten av tångeverktyg under Nordafrikas mellanpaleolitikum men har ett annat innehåll.
Aterienkulturens tångeverktyg fanns kvar i Nordafrika till för omkring 20 000 år sedan, med de yngsta platserna i nordvästra Afrika. Vid denna tidpunkt hade den aterienkulturen sedan länge upphört att existera i resten av Nordafrika. Vid istidens början resulterade det Nordafrika i hyperarida (extrem torka) förhållanden.  Aterienkulturen har ett stort tidsdjup, mer än 100 000 år och även utbredning i geografin. Den exakta geografiska utbredningen av denna litiska industri är osäkrare. Aterienkulturen rumsliga utbredning tros ha varit i Nordafrika till Nildalen. Verktyg möjligen av ateriska typer  har också upptäckts i mellanpaleolitiska avlagringar i Oman och Tharöknen. I Sahara hade aterienkulturen sina läger nära sjöar, floder och källor och ägnade sig främst åt jakt av antiloper, buffel, elefanter, noshörningar men också viss samling av växter. Till följd av Würm-glaciationen som i Sahara utlöste extrem torka kan de ateriska jägare-samlarna ha flyttat till områden i tropiska Afrika och nära Afrikas kust. De kan också ha migrerat söderut in i Västafrika Mauretanien; Tiemassas, Senegal den nedre floddalen för Senegalfloden.